# Bombemanden fra Gladsaxe
Bombemanden fra Gladsaxe var den 19-årige gymnasieelev Allan Steen Kristensen (1958 – 1997) fra Hellerup, som i 1977–78 anbragte ni rørbomber i København og omegn. Før han blev afsløret, var han i medierne kendt som Det mystiske X og Det omvendte Syvtal.
Bombemanden havde fabrikeret bomberne på baggrund af bl.a. instruktionsbøger fra modstandsbevægelsen under besættelsen.
Fem af de ni bomber nåede at sprænge. Fire kom til skade, heriblandt bombemanden selv, men ingen blev dræbt.

## Forløb
Den første bombe blev sprængt i en telefonboks på Magle Torv i Søborg 4. august 1977 ved syvtiden om morgenen, da KTAS' inkassatrice Asta Hansen ville tømme boksen for mønter. Bomben udløstes ved snoretræk, da døren blev åbnet. Mønttelefonen kunne efter eksplosionen benyttes til at ringe til politiet. En uge efter blev yderligere en telefonboks sprængt, denne gang 11. august kl. 04:05 i Høje Gladsaxe, da Arne Jensen åbnede døren til telefonboksen. Arne Jensen havde i 2005 stadig metalsplinter i kroppen efter eksplosionen og blev erklæret for 33% invalid.
Det medførte, at KTAS fjernede dørene fra alle telefonboksene i København og var med til, at der kom helt nye typer af telefonbokse i København i de følgende år. Bombemanden var også anledning til, at Forsvaret indkøbte sin første bomberobot, Rullemarie.
13. oktober 1977 kl. ca. 01 anbragte bombemanden en bombe på indersiden af venstre fordør på en Opel Kadett, som ved hjælp af snoretræk ville detonere, når døren blev åbnet. En 14-årig pige, der åbnede døren, kunne dog mærke, at der var noget, der sad fast, og hentede sin far, og bomben blev ikke udløst.
Bombemanden anbragte også en bombe i en bybus linje 5, som ved eksplosion sårede en 77-årig dame i højre ben – og som medførte et stor fokus på glemte ting i busserne – mange busser blev standset og undersøgt af politi, hvis nogen havde glemt en taske.
Den mest opsigtsvækkende placering af en bombe var dog i en sandkasse på Enghavegård skole i Gladsaxe 11. november 1977. Bomben var begravet under sandet og forbundet til et stykke legetøj. Angiveligt blev bomben opdaget ved, at et barn løb rundt med en gul legetøjsbil, hvor rørbomben hang og dinglede i udløsersnoren. Da politiet ankom, sad skolens pedel, hr. Leth, oven på en stålhjelm med bomben under af frygt for, at andre børn skulle komme i nærheden. Bomben blev ikke udløst, fordi et 9V-batteri var faldet ud af konstruktionen i sandkassen. På den gule legetøjsbil var der indridset et omvendt 7-tal, som muligvis var det græske bogstav gamma (Γ).
I april 1978 blev en bombe i Lyngby Storcenter opdaget før eksplosion – denne gang udbygget med en campinggasflaske for at øge sprængkraften.
Bombemanden udsendte breve til politi og presse, hvor han bl.a. skrev "leve fascismen[!]" og underskrev sig med et omvendt 7-tal. Han truede med at udvide sin bombeterror.Det er dog tvivlsomt, hvorvidt det var reelle politiske motiver der lå bag.
Der blev undervejs i forløbet udsat en dusør på 30.000 kroner.
Ved kommunisternes møde i Fælledparken 1. maj 1978 gik det galt for bombemanden; hans bombe eksploderede mellem hænderne på ham og han mistede tre og en halv finger på højre hånd og blev han pågrebet af politiet. Det vakte en del opsigt, at politiet som en del af efterforskningen kunne få adgang til personfølsomme oplysninger hos bibliotekerne om alle lånere, der havde lånt mistænkelige bøger, dvs. bøger om bl.a. sprængstof.
16. marts 1979 blev bombemanden idømt fem års fængsel ved Østre Landsret. Ifølge retslægerne var han normal og velbegavet. I september 1981 blev han prøveløsladt. Efter sin løsladelse blev han uddannet som kemiingeniør, fik kone og to børn og kom ikke siden hen i konflikt med loven.
Allan Steen Kristensen døde som 38-årig i 1997 af et svagt hjerte. Samme år havde filmen Det store flip om bombemanden premiere.
C.V. Jørgensen er i sangen ’Senior & søn’ på pladen 'Solgt til stanglakrids' (1979) blevet inspireret af bombemanden fra Gladsaxe.
Bombemanden boede hos sine forældre ved Emdrup Sø. De var travle isenkræmmere, og fulgte ikke med i, hvad sønnen lavede.